# Angelina Torres Vallbona
Angelina Torres Vallbona (Bellvís, 
Pla d'Urgell, 18 de març de 1913) és una dona supercentenària catalana. Després de la mort de Maria Branyas el 19 d'agost del 2024, Angelina Torres és va convertir en la persona més longeva de Catalunya i, posteriorment, també de l'estat espanyol.
Cinquena de set germans, el seu pare va morir quan ella tenia tres anys i la seva família es va desplaçar a Barcelona on la seva mare va trobar feina de cuinera. Els 15 anys va ser aprenent de modista i va treballar en la sastreria Vehils Vidal del Portal de l'Àngel. Va conèixer el seu marit, Josep Martí, poc abans de l'inici de la Guerra Civil, però va haver d'anar a l'exèrcit, per això es van casar a la postguerra. Va enviudar als 61 anys. A la dècada del 2020 vivia a l'Eixample de Barcelona amb la seva filla, la seva neta i el seu besnet, a prop de la Sagrada Família.